# سید حسین مرعشی
سید حسین مرعشی (زادهٔ ۷ مرداد ۱۳۳۷، رفسنجان)، از فعالانِ سیاسیِ اصلاح‌طلب و دبیر کل حزب کارگزاران سازندگی است. او نمایندهٔ دوره‌های پنجم و ششم مجلس شورای اسلامی بوده‌است. وی در دولت میرحسین موسوی و دوران ریاست جمهوری هاشمی رفسنجانی در دولت پنجم استاندار کرمان و در دولت ششم، رئیس دفتر هاشمی رفسنجانی، دو دوره نماینده مردم کرمان در مجلس شورای اسلامی در دوران ریاست جمهوری محمد خاتمی معاون رئیس‌جمهور و رئیس سازمان میراث فرهنگی و گردشگری بوده‌است. در تاریخ ۱۸ آبان ۱۴۰۰ به عنوان دومین دبیرکل حزب کارگزاران سازندگی انتخاب شد.
وی بنیان‌گذار  موسسه خیریه مولی الموحدین است که یکی از شرکت های این موسسه شرکت هواپیمایی ماهان و شرکت کرمان موتور است.

## زندگی‌نامه
او در ۷ مرداد ۱۳۳۷ در علی‌آباد سادات در رفسنجان به دنیا آمد. 
پدرش  سید محمد تقی مرعشی از اهالی جلگه کشکوییه رفسنجان و شاعر و کشاورز بود.
مادرش بی‌بی حائره احمدی از خاندان احمدی‌های کرمان است.
او پسر عموی  عفت مرعشی، همسرِ علی‌اکبر هاشمی رفسنجانی، است. 

## مسئولیت‌ها
مرعشی از اوّلِ انقلاب تا ریاست جمهوریِ محمود احمدی‌نژاد (دولتِ نهم)، به مقام‌های مختلفی رسیده است. مسئولیت‌های او از جهاد سازندگی شروع و به سازمان میراث فرهنگی و گردشگری ختم شد.
- مرعشی هشت سال استاندار کرمان بوده است و دو دوره مجلس پنجم و مجلس ششم به نمایندگیِ مجلس رسیده است.[نیازمند منبع]
- در دو سال اول دولتِ ششم با ریاستِ هاشمی رفسنجانی مرعشی رئیسِ دفترِ او بوده‌است.
- در اواخر دورهٔ چهار ساله مجلس، از طرف سید محمد خاتمی (رئیس جمهورِ وقتِ ایران) به عنوان رئیسِ سازمانِ تازه تشکیل یافته میراث فرهنگی و گردشگری منصوب شد.[نیازمند منبع]
- او با آمدنِ دولتِ محمود احمدی‌نژاد (دولتِ نهم) در تیرماهِ ۱۳۸۴، از ریاستِ سازمانِ میراث فرهنگی برکنار شد و از آن پس به عنوانِ عضوِ ارشدِ و سخنگوی حزب کارگزاران سازندگی، همواره از منتقدینِ جدّیِ سیاست‌های محمود احمدی‌نژاد بوده‌است.[نیازمند منبع]
- وی، در انتخاباتِ مجلس هشتم شورای اسلامی در فروردین ماهِ ۱۳۸۷، به عنوانِ قائم مقامِ ائتلاف اصلاح طلبان و رئیس ستاد ائتلاف اصلاح طلبان استان تهران انتخاب شد.[نیازمند منبع]

### شرکت هواپیمایی ماهان

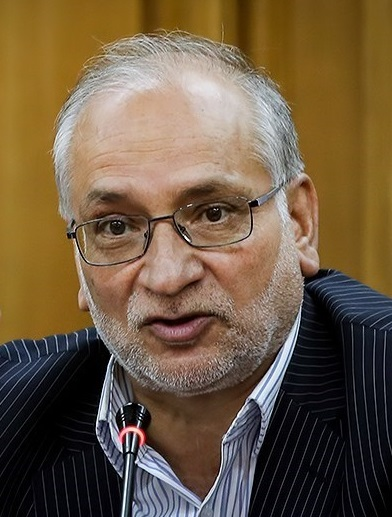
عکسی از سید حسین مرعشی

هواپیمایی ماهان شرکت هواپیمایی خصوصی ایرانی است و آشیانه اصلی این شرکت در شهر کرمان و دفتر مرکزی آن در تهران قرار دارد. این شرکت در سال ۱۳۷۱ در کرمان تأسیس گردید و نام ماهان ایر نیز برگرفته از ماهان شهری تاریخی در۲۵ کیلومتری کرمان است. سهام‌دار عمدهٔ این شرکت مؤسسه خیریه مولی‌الموحدین است. شرکت هواپیمایی ماهان هم‌اکنون ناوگانی متشکل از ۳۷ فروند هواپیمای مسافربری و باری را در اختیار دارد
حسین مرعشی از اعضای هیئت امنای مؤسسه خیریه مولی‌الموحدین و مؤسس آن می‌باشد که در این باره می‌گوید:
«در دورانی که استاندار کرمان بودم متوجه کمبود امکانات هوایی شدم. یک روز در دفتر کار خودم نشسته بودم، که یکی از دوستان از دبی تماس گرفت و گفت یک آقای مصری به نام ابراهیم کامل، چهار هواپیما دارد و می‌خواهد در ایران شرکت هواپیمایی تأسیس کند و سؤال کرد آیا شما آمادگی دارید این کار را در کرمان انجام دهید و من هم بدون درنگ و تأمل موافقت خودم را اعلام کردم. فوری به رئیس فرودگاه کرمان دستور لازم را دادم و فردای آن روز در سالن فرودگاه ما با طرف مصری نشستیم و مذاکره کردیم و قرار گذاشتیم یک شرکت مشترک به صورت پنجاه پنجاه تشکیل دهیم، به شرط آنکه سهم ایران را او تأمین مالی کند و از ما طلبکار باشد تا از درآمد شرکت آن را بردارد. یک ربع بیشتر مذاکره طول نکشید و در نهایت هم به توافق رسیدیم. بعد مطلع شدیم که دولت ایران در زمان شاه چند وام به دولت مصر داده بود که دولت مصر نتوانسته وام‌ها را به ایران بازپرداخت کند آقای کامل به ما گفتند اگر شما بتوانید موافقت طرف ایران را بگیرید من هم موافقت طرف مصر را می‌گیرم تا این هواپیماها را به جای طلب به ایران بدهیم. من فوراً با دکتر نواب در وزارت اقتصاد تماس گرفتم و ایشان هم موضوع طلب ایران از مصر را تأیید کرد. دکتر نواب قبول کرد به جای طلب ایران هواپیما را از آقای کامل تحویل بگیریم. ایشان رفتند موافق دولت مصر را گرفتند ما هم اینجا به آقای دکتر نوربخش گزارش دادیم و آقای هاشمی را هم در جریان گذاشتم. در نهایت با استفاده از این امکان، مؤسسه خیریه مولی‌الموحدین مابازای ریالی را به دولت پرداخت کرد…»

### مؤسسه خیریه مولی‌الموحدین
مؤسسه خیریه مولی‌الموحدین علی ابن ابیطالب استان کرمان در سال ۱۳۶۶ به شماره ۶۸ در اداره ثبت کرمان به ثبت رسید. سید حسین مرعشی به همراه تعدادی از مقامات محلی استان کرمان از اعضای هیئت امنا و بنیانگذاران این مؤسسه هستند.

### مسئولیت‌های اجرایی
- رئیس جهاد سازندگی استان کرمان
- معاون سیاسی استاندار کرمان
- استاندار کرمان
- رئیس دفتر رئیس‌جمهور (دولتِ پنجم و ششم با ریاستِ هاشمی رفسنجانی)
- نمایندهٔ مردم کرمان در مجلس پنجم
- نمایندهٔ مردم کرمان در مجلس ششم
- معاون رئیس‌جمهور (سید محمد خاتمی) و رئیس سازمان میراث فرهنگی و گردشگری

## اظهارات
او در ۲۱ مرداد ۱۴۰۲ در برنامه جهان‌آرا در پاسخ به امیرحسین ثابتی گفت من همین الان که اینجا نشستم اندازه چندتا نماینده مجلس قدرت دارم، قدرت گرفتنی نیست قدرت ذاتیه، ما در حزب کارگزاران نیاز به قدرت رسمی نداریم ما راه که می‌رویم اندازه یک وزیر قدرت داریم شما هم اگر در آینده از سعید جلیلی جدا شدید بیاید حزب ما تا قدرت واقعی را درک کنید، او در پاسخ به ثابتی که گفت من از قدرت کارگزاران باخبرم چون در قدرت نیستید و رئیس اتاق بازرگانی را انتخاب می‌کنید گفت سلاح ورزی انتخاب ما نیست اما حتی اگر سلاح‌ورزی از اتاق بازرگانی برود سلاح‌ورزی دیگری جاش میاد چون اتاق بازرگانی اکثریت قاطعش دست دوستان ماست.

## بازداشت در سال ۸۸
وی در پنج شنبه ۲۷ اسفند ۱۳۸۸، در حالیکه به همراه خانواده در بوستان نهج البلاغه تهران بود بازداشت و برای اجرای حکم یک‌ساله روانه زندان شد. حکم یک ساله او به دلیل اتهام توهین به نظام در یک مصاحبه اینترنتی بود، که وی در این مصاحبه به صراحت از روند برخوردهای پس از انتخابات با فعالان اصلاح طلب انتقاد کرده بود؛ و از تمام مردمی که با آنها در جریان انتخابات همراه بودند خواسته بود برای معرفی خود به زندان اوین مراجعه کنند تا از دوستان بی گناه خود حمایت کنند. 
پس از آن در تاریخ ۲۰ اسفند ۱۳۸۹ با پایان محکومیت ۱ ساله از زندان آزاد شد.